# Togo aux Jeux olympiques d'été de 1996
 (Novembre 2018).
Le Togo a participé aux Jeux olympiques d'été de 1996 à Atlanta, aux États-Unis. Le porte-drapeau était Téko Folligan. Togo at the 1996 Summer Olympics

## Concurrents
Voici la liste du nombre de concurrents aux Jeux
| Sport      | Hommes | Femmes | Total |
| ---------- | ------ | ------ | ----- |
| Athlétisme | 5      | 0      | 5     |
| Total      | 5      | 0      | 5     |

## Athlétisme
Hommes
Événements sur la piste et sur la route
| Athlète                                               | Événement             | Chaleur  | Chaleur | Quart de finale | Quart de finale | Demi-finale    | Demi-finale    | Final          | Final          |
| Athlète                                               | Événement             | Résultat | Rang    | Résultat        | Rang            | Résultat       | Rang           | Résultat       | Rang           |
| ----------------------------------------------------- | --------------------- | -------- | ------- | --------------- | --------------- | -------------- | -------------- | -------------- | -------------- |
| Kossi Akoto                                           | 400 mètres            | 46,94    | 45      | n'a pas avancé  | n'a pas avancé  | n'a pas avancé | n'a pas avancé | n'a pas avancé | n'a pas avancé |
| Koukou Franck Amégnigan                               | 100 mètres            | 10.51    | 55      | n'a pas avancé  | n'a pas avancé  | n'a pas avancé | n'a pas avancé | n'a pas avancé | n'a pas avancé |
| Boevi Lawson                                          | 200 mètres            | 20,99    | 49      | n'a pas avancé  | n'a pas avancé  | n'a pas avancé | n'a pas avancé | n'a pas avancé | n'a pas avancé |
| Téko Folligan Boevi Lawson Justin Ayassou Kossi Akoto | Relais 4 x 100 mètres | 39,56    |         | n'a pas avancé  | n'a pas avancé  | n'a pas avancé | n'a pas avancé |                |                |